# 중앙로 (상주시)
중앙로(Jungang-r)는 경상북도 상주시 남원동 에서 상주시 동문동 복룡교사거리 잇는 경상북도의 도로이다.

## 주요 경유지
경상북도
- 상주시 (남원동 . 동성동 . 동문동)

## 노선
| 이름         | 접속 노선                  | 소재지 | 소재지 | 비고                 |
| ------------ | -------------------------- | ------ | ------ | -------------------- |
| (이름없음)   | 국도 제25호선 (영남제일로) | 상주시 | 남원동 |                      |
| 낙양교       |                            | 상주시 | 남원동 |                      |
| 낙양사거리   | 국도 제3호선 (경상대로)    | 상주시 | 동성동 |                      |
| 서문사거리   | 상산로                     | 상주시 | 동성동 |                      |
| (이름없음)   | 왕산로                     | 상주시 | 동성동 | 지방도 제916호선구간 |
| (이름없음)   | 아리랑로                   | 상주시 | 동성동 | 지방도 제916호선구간 |
| 복룡교삼거리 | 삼백로                     | 상주시 | 동문동 |                      |

## 주요 건물 및 시설
- 상주시의회 (중앙로 111/무양동 33-4)
- 상주시보건소 (중앙로 111/무양동 33-4)
- 롯데시네마 상주 (중앙로 147/서문동 140-2)
- 상주초등학교 (중앙로 167/서문동 131-1)
- 아성다이소 상주서문사거리점 (중앙로 185/서문동 123-13)
- 상주상공회의소 (중앙로 224/성하동 10-1)
- 상주우체국 (중앙로 227/성하동 12)
- 상주경찰서 (중앙로 230/성하동 13-2)
- 동문지구대 (중앙로 371/복룡동 193-12)